# Protolaurasia
La Protolaurasia (prima Laurasia) è un antico supercontinente: ha fatto parte di due supercontinenti precedenti, la Rodinia e la Pannotia.
Quando la Pannotia si ruppe, la parte sudorientale formò la Protolaurasia, situata vicino al Polo Sud e ricoperta di ghiacciai (così come l'Amazzonia e l'Africa occidentale).

Nel tardo Proterozoico, si ebbe una rotazione verso ovest; la Protolaurasia cominciò ad allontanarsi dal Protogondwana ed a muoversi attraverso la Pantalassa. Da questo spostamento nacque un nuovo oceano, la Prototetide.

Durante il Paleozoico, la Protolaurasia si divise in Laurentia, Baltica e Siberia, formando altri due oceani fra i tre continenti: il mar di Giapeto fra Laurentia e Baltica e l'oceano di Khanty, fra Baltica e Siberia. Tali oceani crebbero in dimensioni durante il Cambriano.
Alcuni milioni di anni più tardi, questi tre continenti tornarono a unirsi, formando la Laurasia, per l'assemblaggio della Pangea.